# Lola Bach
Lola Bach, eigentlich Margarete Adolf (* um 1900 vermutlich in Dresden; † nach 1930) war eine deutsche Tänzerin und als solche mutmaßlich die erste Nackttänzerin der 1920er Jahre.

## Jugend und Ausbildung
Lola Bach wurde um 1900 vielleicht in Dresden geboren. Prozessberichten nach war ihr Name Margarete Adolf oder Adolph.  Ihre exakten Lebensdaten sind unbekannt.
In Dresden soll sie Elevin beim Ballett der Oper gewesen sein. Dort lernte sie um 1916 den sehr viel älteren „Dr. Römer“ kennen, einen kulturell belesenen und an Tanz interessierten Privatgelehrten, dem sie verfiel. Sie flog aus dem Ballett und verlor auch die Unterkunft bei ihren Eltern. Der nicht unvermögende „Dr. Römer“ holte sie nach Berlin, richtete für sich und Lola Bach eine Wohnung ein und sorgte für ihre weitere tänzerische Ausbildung. Lola Bachs Vorbilder waren Isadora Duncan und Olga Desmond. „Der ideale Frauenkörper in Bewegung – das war für mich Tanz.“

## Das naturalistische Ballett
Nach dem Ersten Weltkrieg ermunterte sie „Dr. Römer“, ihre Neigung zum naturalistischen Tanz in privaten Vorführungen umzusetzen. Lola Bach sammelte eine Gruppe von jungen Frauen, vom Ballett und aus der Freikörperkultur-Bewegung, und studierte mit ihnen ein, was ihr seit Jahren vorgeschwebt hatte. „Römer“ gründete derweil die „Gesellschaft der Freunde der Kunst“ und mietete von der Logenbaugesellschaft einen Saal in der Joachimstaler Straße 13. Dort feierte das Lola-Bach-Ballett im Frühjahr 1921 Premiere und erntete „rasenden Applaus“.
Im Frühsommer 1921 arrangierte „Römer“ mit Direktor Walter Kollo (dem bekannten Operetten-Komponisten) ein Engagement auf der ‚Kleinkunstbühne Potpurri’ im Künstlerhaus.
Als ihre ehemalige Mittänzerin Marlen – zwischenzeitlich die Geliebte eines bekannten Verlegers – Selbstmord beging, musste Lola Bach sie im Leichenschauhaus identifizieren. Für Bach brach eine Welt zusammen, aber es gelang ihr dennoch nicht, ihren Abhängigkeiten (auch eine Kokainsucht) zu entkommen.
Obschon die „Gesellschaft der Freunde der Kunst“ sich von ihren Mitgliedern unterschreiben ließ, an den Vorführungen keinen moralischen Anstoß zu nehmen, wurden Polizeispitzel eingeschleust. Im August 1921 kam es zu einer gerichtlichen Anklage wegen Erregung öffentlichen Ärgernisses.
Der Geschäftsführer des „Naturalistischen Balletts Lola Bach“ nahm Kontakt mit dem durch spektakuläre Prozesse bekannten Verteidiger Erich Frey auf, der zeitgleich bereits seine Freundin Celly de Rheidt wegen einer sehr ähnlichen Angelegenheit verteidigte. Noch fast vierzig Jahre später schilderte Frey seine erste Begegnung mit Lola Bach:
„Was dann kam, war Magie. Es war kein Tanz mehr. Es war eine berauschende, übergangslose Folge von allem, was je irgendwo auf der Welt getanzt worden war. Vom Kasotschok der russischen Steppe zum spanischen Flamenco, vom balinesischen Tempeltanz zum Liebestanz des Harems, zum Walzer, zum Tango... Ich war wie verzaubert, wie benommen.“
Mitte Januar 1922, nur wenige Tage vor dem Prozess gegen Lola Bach, wurde die Nackttänzerin Celly de Rheidt von einer Strafkammer zu einer hohen Geldstrafe verurteilt.
Vielleicht war sie es, die im Film Lady Hamilton (Uraufführung am 20. Oktober 1921) die Rolle der Phryne gespielt hatte, die Rechtsanwalt Erich Frey auf die Idee brachte, das Urteil der Phryne in einem neuzeitlichen Prozess zu inszenieren.

## „Der Prozess der Phryne“
Am 28. Januar 1922 begann der Prozess vor der 6. Strafkammer des Landgerichts III in Berlin-Moabit gegen die Tänzerinnen Lola Bach, Liselotte Lambert und Charlotte Schmieter (Hilgerit van Hilgen), den Schauspieler Alfred Ernst, der in ihren Pantomimen mitgewirkt hatte, den künstlerischen Leiter Dr. Erich Völker („Dr. Römer“) und den Regisseur Rolf Reiner. Die Prozessführung lag in den Händen von Landgerichtsdirektor Brennhausen. Die Anklage vertrat Staatsanwaltschaftsrat von Bradke. Als Zeuge der Anklage fungierte Kriminalbetriebs-Assistent Witte, der sich in einer Likörstube am Kurfürstendamm auf Spesen der Gesellschaft der Freunde der Kunst eine Mitgliederkarte verschafft hatte.
Ihrem Rechtsanwalt Erich Frey gelang es tatsächlich, das Gericht zu einem Lokaltermin zu überreden. Am 1. Februar 1922 berichtete die Vossische Zeitung, nicht ohne Schmunzeln, über die heikle Angelegenheit. Der erste Lokaltermin war die Separatvorstellung einer geschlossenen Vorstellung der ‚Gesellschaft der Freunde der Kunst‘ in der Kleinkunstbühne ‚Potpourri‘. Dabei wurden die Tänze „Frühlingsstimmen“, „Die Motte flog zum Licht“ (leichte wehende Schleier) und die Pantomime „Mode-Ballett“ aufgeführt; letztere „nur in Hüten letzter Creation, Strümpfen, hohen Stöckelschuhen und Spiegel in der Hand“. Den Abschluss bildete der Tanz „Die Nonne“. Der zweite Lokaltermin am späten Abend fand als öffentliche Veranstaltung der Kleinkunstbühne ‚Potpourri‘ statt, die deutlich zurückhaltender ausfiel.
Gleichwohl wurde Lola Bach wegen Beihilfe zur Erregung öffentlichen Ärgernisses zu einem Monat Gefängnis mit Bewährung verurteilt. Völker durfte seine Gefängnisstrafe (3 Monate) in 18.000 Mark Geldstrafe umwandeln.

## Polizeiliche Beobachtung und rassistische Eingriffe
Die vorbestrafte Lola Bach stand weiter unter Beobachtung. Am 23. Februar 1922 berichtete der Polizeispitzel Kubbat über das Lola-Bach-Ballett und den Tänzer Alfred Köhler:
„Der Neger, ist ein in hiesigen Künstlerkreisen, unter dem Namen ‚Paprika‘ bekannter Artist. Er heisst Alfred Köhler, am 29. 10. 94 in Duala in Kamerun geboren, Augsburgerstrasse 62, Gartenh. ptr. wohnhaft, ist mit einer weißen Frau, Herta geb. Hasenbein, 24. J. alt, verheiratet und hat mit dieser ein drei Jahre altes Mädchen. Köhler erklärte, dass er diese und ähnliche Stellen, wobei Neger gebraucht werden, nur vorübergehend übernehme. Er sei ‚Fakir‘ und ist im Sommer mit einem Zirkus auf Reisen. Angesichts der Verhältnisse im Westen unseres Landes habe er schon die unangenehmsten Belästigungen gehabt, wenn er seine Frau mit auf Reisen genommen hatte und mit ihr ausgegangen sei. In Dresden wäre er und seine Frau, auch von Arbeitern angespuckt worden.“ (Nagl)
Am 7. März der Bericht des Spitzels Günther: In der Lola-Bach-Nummer „Haremsnächte“, werden auf der Bühne sexuelle Intimitäten zwischen einem schwarzen Maharadscha und einer Tänzerin dargestellt. Darsteller: Peter Johnson, geboren am 22. August 1893 in Liberia, verheiratet „mit einer weißen Frau“. Am 11. März wieder Kubbat, der ebenfalls die Haremsnächte beobachtet hatte: Angesichts „der Verhältnisse im Westen unseres Vaterlandes (sogenannte schwarze Schmach)“ (vgl. Alliierte Rheinlandbesetzung) müsse der Tanz „vom nationalen Standpunkt“ aus gesehen verboten werden.
Am 24. März meldete Polizeiassistent Kubbat: Von polizeilicher Seite wurde durchgesetzt, Johnson durch „eine weiße Person, die etwas gelb gemacht werden soll“, zu ersetzen (Nagl). Auch Ames et al. beschreiben das Ballett von Lola Bach als critiziced for racial inversion.
Lola Bach tanzte jetzt in der „Weißen Maus“, einem Kabarett, in dem man, um unerkannt zu bleiben, eine weiße oder schwarze Maske tragen konnte.
„Auch in der ‚Weißen Maus’ tanzt Lola Bach, die in erster Instanz zu Gefängnis verurteilte, allabendlich munter weiter, und die Geschäftsreisenden aus dem Reiche, die sich das ansehen, sind enttäuscht: Für sie haben Lolas Mädchen zuviel an. Jene Saison, die während der großen französischen Revolution mit dem Umzug der nackten Göttin Vernunft anhub, neigt sich anscheinend auch im revolutionären Deutschland dem Ende zu. Ich glaube freilich noch an keine seelische Läuterung bei uns. Aber das Geld wird knapper, und die Polizei wird allmählich schärfer.“
Dies bestätigte Frey, der Lola Bach ebenfalls in der „Weißen Maus“ traf. Den Handlungsreisenden habe Lola zu viel an. Sie sei nicht von „Dr. Römer“ losgekommen. Der Gedanke an ihr Kind treibe Lola Bach Tränen in die Augen.

## Rastlos auf Tournee
Im Sommer 1923 war man noch in Berlin. Aber bald schon zog man quer durch Deutschland, unstet und mehr schlecht als recht vom Ruhm des Skandals lebend. Um 1924 ist ein Auftritt in Düsseldorf bezeugt, von April 1925 an fand sich das „Schönheitsballett Lola Bach“ in Hamburg im Ballhaus Alkazar, Reeperbahn 110 „mit Rita Grammont und dem übrigen Programm“. Ungefähr zu dieser Zeit erkrankte Lola Bach an Tuberkulose. Die letzten Auftritte des Balletts Lola Bach erfolgten vermutlich 1928 in Wesermünde.
Lola Bach hatte ihren Nachfolgerinnen den Weg bereitet, ohne die neue Freiheit, von der sie geträumt hatte, selbst genießen zu können. Krank und verstrickt in Abhängigkeiten starb sie vermutlich noch vor ihrem 30. Lebensjahr. Datum und Ort ihres Ablebens sind nicht bekannt.
Ihr Anwalt Erich Frey berichtete von einem Kind, das Lola Bach 1922 bei ihren Eltern in Dresden untergebracht hatte. Auch über sein weiteres Schicksal ist nichts bekannt.

## Nachleben
Lola Bach war allem Anschein nach im Frühjahr 1921 die erste Nackttänzerin der zwanziger Jahre und brachte damit einen Stein ins Rollen, der sich nur anfangs mit ordnungsrechtlichen Maßnahmen abbremsen ließ. Am 30. November 1923 hatte z. B. Anita Berber in Wien ihren Skandal-Auftritt, 1925 folgen Henny Hiebel (La Jana) und Josephine Baker. Der Nackttanz gehört seit Lola Bach zum unverzichtbaren Klischee der 1920er Jahre.
Beeinflussungen von Filmen wie Lola Montez, die Tänzerin des Königs (Willi Wolff 1922), Ihre Hoheit, die Tänzerin (Richard Eichberg 1922), Die tolle Lola (Richard Eichberg mit Lilian Harvey 1927) und Der blaue Engel (mit Marlene Dietrich als Lola, 1930) sind nicht auszuschließen.
Möglicherweise erhielt auch Vladimir Nabokov, der sich seit 1922 in Berlin befand, durch Lola Bach einige Anregungen zu seinem 1955 erschienenen Roman Lolita.